# Tiechniczeskij centr
Tiechniczeskij centr (ros. Технический центр) – przystanek kolejowy w miejscowości Kubinka, w rejonie odincowskim, w obwodzie moskiewskim, w Rosji. Położony jest na linii Kubinka I – Park Patriot, przy Muzeum Czołgów w Kubince, na terenie Parku Patriot.
Przystanek nosił nazwy Muziej (ros. Музей) i Tankowyj muziej (ros. Танковый музей). Nie jest użytkowany w ruchu codziennym. Składy pasażerskie dojeżdżają do niego tylko podczas dużych imprez organizowanych w Parku Patriot.